# Seiyo (Ehime)
La Ciudad de Seiyo (西予市 Seiyo-shi?) es una ciudad que se encuentra en la Región de Nanyo de la Prefectura de Ehime. El 1° de abril de 2004 se creó por la fusión de los pueblos de Akehama, Nomura, Shirokawa y Uwa, todos del extinto Distrito de Higashiuwa además del Pueblo de Mikame del Distrito de Nishiuwa. En el momento de su fusión contaba con aproximadamente 48.000 habitantes. 

## Origen del nombre
Por tratarse de una región ubicada al oeste de Iyo (伊予?), antiguo nombre de la Prefectura, se la llama Seiyo (西予?). En realidad esta denominación también comprendía a las ciudades de Yawatahama y Oozu, y los distritos de Kita, Nishiuwa y Higashiuwa (aunque esta última pasó a formar parte de la Ciudad de Seiyo). 
Había sido propuesta para promocionar el turismo en la región y para que sea utilizada en los medios de comunicación. Por esta razón hubo muchas voces en contra de que sólo algunas localidades utilicen una denominación que se suponía que designaba a todas en su conjunto. El mismo problema lo tuvo en su momento la Ciudad de Toyo, aunque terminó siendo absorbida por la Ciudad de Saijo.

## Características
Tiene una forma alargada en el sentido este-oeste, desde el límite con la Prefectura de Kōchi hacia el este hasta el Mar de Uwa (宇和海 Uwa-kai?) (la porción oriental del Canal de Bungo) hacia el oeste. La diferencia de altura entre ambos extremos es de 1.403 metros y entre ambos se ubica la Depresión de Uwa (宇和盆地 Uwa-bonchi?).
Limita con las ciudades de Oozu, Uwajima y Yawatahama; y los pueblos de Kihoku, Kumakogen y Uchiko.
En las cercanías de la Estación Unomachi se encuentra la Escuela Kaimei (開明学校 Kaimei-gakkō?), la primera escuela primaria de Japón Occidental (西日本 Nishi-Nihon?).

## Clima
Desde la zona de la Meseta de Oonogahara (大野ヶ原高原 Oonogahara-kōgen?) en la que durante el invierno se acumulan más de 2 metros ne nieve hasta las zonas cálidas de la zona costera, su clima varía mucho. De hecho hay días en que la diferencia térmica entre ambas puede llegar a ser mayor de 10 °C.
En la época de tifones suele recibir sus impactos negativos, sobre todo de las olas, la marea alta en la zona costera y de los derrumbes en la zona montañosa, que provocan importantes pérdidas. 

## Gobierno
El actual alcalde es Kanji Miyoshi (三好幹二 Miyoshi Kanji?).
El Ayuntamiento ocupa el edificio de lo que fue el Ayuntamiento del Pueblo de Uwa.

## Accesos

### Tren
- Línea Yosan
  - Estación Iyoiwaki
  - Estación Kamiuwa
  - Estación Unomachi
  - Estación Shimouwa

### Autopista
- Autovía de Matsuyama
  - Intercambiador Seiyo Uwa

### Rutas
- Ruta Nacional 56
- Ruta Nacional 197
- Ruta Nacional 378
- Ruta Nacional 441